# بحيرة ريفيل
هي بحيرة جبال الألب فوق بلدة زيرمات في كانتون فاليز ، سويسرا. تقع أسفل ريفيل هورن على ارتفاع 2757 م ، وتبلغ مساحتها 0.45 هكتار. يمكن الوصول إلى البحيرة من محطة رودن بودن للسكك الحديدية (2815 مترًا) على السكك كورن كرت الحديدية الجبلية .